# فيلهلم فيندلباند
فيلهلم فيندلباند (بالإنجليزية: Wilhelm Windelband)‏، (11 مايو 1848 - 22 أكتوبر 1915) كان فيلسوفًا ألمانيًا من مدرسة بادن. ولد وهو ابن مسؤول بروسي في بوتسدام. درس في يينا وبرلين وغوتنغن. كان من أتباع كانط الجدد، وجادل ضد أتباع كانط الجدد المعاصرين الآخرين، مؤكدًا أن "فهم كانط بشكل صحيح يعني تجاوزه". ضد معاصريه الوضعيين، جادل فيندلباند بأن الفلسفة يجب أن تنخرط في حوار إنساني مع العلوم الطبيعية بدلاً من الاستيلاء على منهجياتها دون نقد. مثلت اهتماماته في علم النفس والعلوم الثقافية معارضة لمدارس علم النفس والتاريخية من خلال نظام فلسفي نقدي.